# 肇村
肇村隸屬於浙江省湖州市吳興區妙西鎮，位於妙西鎮西北部，總區域面積12平方公裏，距中心城區21公里，轄陸家莊、牌明橋、肇村、王塢裏等四個自然村7個村民小組，全村總戶數175戶，648人，水田870畝，旱地178.2畝，毛竹林500畝，優質水蜜桃965畝，茶地490畝，山林面積11010畝。肇村白鷺穀有“天然氧吧”之稱，森林覆蓋率達70%以上，為浙江省生態示範點、浙江省級林業觀光園。

## 外部連結
- 肇村村[永久]